# 雷西夫希納
49°44′27″N 34°54′59″E / 49.74083°N 34.91639°E
利西夫希納（烏克蘭語：Лисівщина），是烏克蘭中部的村莊，隸屬波爾塔瓦州的波爾塔瓦區。該村處於斯溫基夫卡河右岸，海拔高度106米，2001年人口96。